# Pennedepie
Pennedepie (pɛn.də.piⓘ) es una población y comuna francesa, situada en la región de Baja Normandía, departamento de Calvados, en el distrito de Lisieux y cantón de Honfleur.

## Demografía
| 271 | 259 | 227 | 250 | 234 | 310 |
| Para los censos de 1962 a 1999 la población legal corresponde a la población sin duplicidades (Fuente: INSEE [Consultar]) |     |     |     |     |     |